# (8713) Azusa
(8713) Azusa (1995 BT2) – planetoida z grupy pasa głównego asteroid okrążająca Słońce w ciągu 3,38 lat w średniej odległości 2,25 au. Odkryta 26 stycznia 1995 roku.